# Barbara Gordon
Barbara Gordon és una superheroïna de ficció que apareix en còmics publicats per DC Comics, habitualment en associació amb el superheroi Batman. El personatge va ser creat per William Dozier, Julius Schwartz i Carmine Infantino. A petició dels productors de la sèrie de televisió Batman dels anys 60, l'editor de DC Schwartz va demanar una nova contrapartida femenina del superheroi Batman que es pogués introduir tant a la publicació com a la tercera temporada del programa simultàniament. El personatge va fer la seva primera aparició al còmic com Batgirl al Detective Comics # 359, titulat "El debut del milió de dòlars de Batgirl!" (amb data de portada gener de 1967, però publicat el 29 de novembre de 1966), escrit per Gardner Fox i dibuixat per Carmine Infantino,permetent-la introduir a la sèrie de televisió en l'estrena de la temporada 3 Enter Batgirl, Exit Penguin, al setembre del mateix any.
Barbara Gordon és filla del comissari de policia de Gotham City, James Gordon, germana de James Gordon Jr., i inicialment treballa com a cap de la Biblioteca Pública de Gotham City. Tot i que el personatge va aparèixer en diverses publicacions de DC Comics, va destacar a Batman Family, que va debutar el 1975, associada amb el Robin original, Dick Grayson. El 1988, després de la retirada editorial de la persona Batgirl del personatge a Batgirl Special # 1, la novel·la gràfica Batman: The Killing Joke representa al Joker disparant-la a través de la medul·la espinal en la seva identitat civil. Deixant-la paraplègica. En històries posteriors, el personatge es va restablir com a assessor tècnic, expert en informàtica i corredor d'informació conegut com a Oracle. Proporcionant serveis d'intel·ligència i pirateria informàtica per ajudar altres superherois, fa la seva primera aparició com Oracle al Suicide Squad # 23 (1989) i més tard es va convertir en el principal protagonista de la sèrie Birds of Prey. Tornant el personatge a la seva persona de Batgirl, DC Comics va tornar a posar en marxa els seus títols de còmics el 2011 durant l'esdeveniment The New 52, presentant-la en el títol mensual homònim de Batgirl i Birds of Prey. Aquests canvis es van conservar per al segon rellançament de la companyia a l'ample del 2016 conegut com a DC Rebirth.
El personatge va ser una figura popular del còmic durant l'edat de plata dels còmics, a causa de les seves aparicions a la sèrie de televisió Batman i la seva exposició mediàtica continuada. Ha obtingut una popularitat similar a l'Edat Moderna dels còmics sota la publicació Birds of Prey i com a icona per a discapacitats. El personatge ha estat objecte d'anàlisis acadèmiques sobre el paper de les dones, bibliotecàries i persones amb discapacitat en els mitjans principals. Els esdeveniments de La broma assassina, que va provocar la paràlisi del personatge, així com la restauració de la seva mobilitat, també ha estat un tema de debat entre els escriptors de còmics, artistes, editors i públic lector. Els punts de vista van des del sexisme als còmics, a la visibilitat limitada dels personatges amb discapacitat i la pràctica de les discapacitats existents en un univers fictici on la màgia, la tecnologia i les ciències mèdiques superen les limitacions del món real.
Tant a Batgirl com a Oracle, Barbara Gordon ha estat presentada en diverses adaptacions relacionades amb la franquícia de Batman, incloent-hi la televisió, el cinema, l'animació, els videojocs i altres mercaderies. El personatge ha estat retratat per Yvonne Craig, Dina Meyer i Jeté Laurence i ha estat pronunciada per Melissa Gilbert, Tara Strong, Danielle Judovits, Alyson Stoner, Mae Whitman, Kimberly Brooks, Ashley Greene i Rosario Dawson, entre d'altres. El 2011, va ser classificada en la 17a posició en el lloc "Top 100 Herois de còmic" d'IGN.

## Historial de publicacions

### Detective Comics,Batman Familyi altres aparicions (1967–1988)
Abans de la introducció de Barbara Gordon, el personatge Batwoman i la seva companya Bat-Girl van aparèixer a publicacions relacionades amb Batman, però finalment van ser eliminats a la direcció de l'editor Julius Schwartz per haver estat obsolets i poc realistes. Schwartz va declarar que se li havia demanat que desenvolupés un nou personatge femení per atreure una visió femenina a la sèrie de televisió Batman de la dècada de 1960. El productor executiu William Dozier va suggerir que el nou personatge fos la filla del comissari de policia de Gotham City, James Gordon, i que adoptaria la identitat de Batgirl. Quan Dozier i el productor Howie Horowitz van veure obres d'art conceptual de la nova Batgirl de l'artista Carmine Infantino durant una visita a les oficines de DC, van optar al personatge amb l'objectiu d'ajudar a vendre una tercera temporada a la cadena de televisió ABC. Infantino va reflexionar sobre la creació de Batgirl, dient que "Bob Kane havia tingut una ratapinyada durant tres històries als anys 50, però no tenia res a veure amb un ratpenat. Era com una versió de Robin per a les molèsties. Sabia que podíem fer-ho molt millor, així que Julie i jo vam trobar la veritable Batgirl, que era tan popular que gairebé va tenir el seu propi programa de televisió ". Yvonne Craig va interpretar al personatge en la tercera temporada de la sèrie.
Barbara Gordon i el seu alter ego Batgirl van debutar a Detective Comics # 359, "The Million Dollar Debut of Batgirl" (1967), com a filla del comissari de policia de Gotham City, James Gordon. A la història del debut, mentre conduïa cap a una bola de vestuari vestida com a versió femenina de Batman, portava un maillot negre amb guants grocs, botes, cinturó i un símbol de ratpenat juntament amb un capell blau i un capell (similar al de Batman), Barbara. Gordon intervé en un intent de segrest de Bruce Wayne per la super vilana Killer Moth, atraient l'atenció de Batman i conduint a una carrera de lluita contra el crim. Tot i que Batman insisteix que renuncia a la lluita contra el crim per raó de sexe, Batgirl ignora les seves objeccions.
A la seva identitat civil, Barbara Gordon, Ph.D., es presenta com una dona de carrera amb un doctorat en biblioteconomia, a més de ser cap de la biblioteca pública de Gotham City, "presumptament una de les biblioteques públiques més grans de la realitat de DC Comics" Se li va oferir una ranura de còpia de seguretat regular a Detective Comics començant pel número 384 (febrer de 1969), alternant problemes amb Robin fins al número # 404, després de la qual va tenir la ranura de seguretat. Frank Robbins va escriure gairebé totes aquestes còpies de seguretat, primer traçades per Gil Kane i després per Don Heck. Barbara Gordon, Batgirl, va superar els anteriors personatges de Bat-Girl i Batwoman en popularitat, i els lectors van demanar que aparegués en altres títols. Tot i que alguns lectors van demanar que Batwoman continués apareixent a la publicació, DC va respondre a l'aclamació i a la crítica del nou personatge basada en els fanàtics en una carta oberta a Detective Comics # 417 (1971), afirmant: "M'agradaria dir algunes paraules sobre la reacció que alguns lectors tenen davant de Batgirl. Es tracta de lectors que recorden Batwoman i les altres noies de Bat des de fa uns anys ... Hi eren perquè el romanç semblava necessitar en a la vida de Batman, però, gràcies al gran canvi i a una previsora editora, aquestes dones desgraciades han desaparegut de bé. Al seu lloc hi ha una noia capaç de lluitar contra els delictes, molt lluny de Batwoman, que constantment va haver de ser rescatada [per] Batman ".
Batgirl continua apareixent a les publicacions de DC Comics durant els darrers anys seixanta i setanta, com a personatge secundari a Detective Comics, a més de aparicions de convidats en diversos títols com Justice League of America, World's Finest Comics, The Brave i the Bold, Action Comics, i Superman. A mitjans dels anys 70, Batgirl revela la seva identitat secreta al seu pare (que ja l'havia descobert pel seu compte) i fa de membre de la Cambra de Representants dels Estats Units. Es trasllada a Washington, DC, amb la intenció de renunciar a la seva carrera com a Batgirl i, el juny de 1972, va aparèixer en una història titulada "Batgirl's Last Case." Julius Schwartz la va portar un any més tard a Superman #268 (1973), en la qual té una cita cega amb Clark Kent, establint la seva amistat i lluita al costat de Superman. Batgirl i Superman s'uneixen dues vegades més, a Superman # 279 i DC Comics Presents #19.
Batgirl també va actuar en altres títols relacionats amb Superman, com Adventure Comics, o en la Superman Family # 171, on fa equip amb Supergirl. Al personatge se li dona un paper protagonista al còmic Batman Family de DC que va debutar el 1975. El original Robin Dick Grayson es va convertir en el seu soci a la sèrie i es coneixia amb freqüència com a "Dynamo Duo: Batgirl & Robin". Batgirl es troba amb Batwoman a la família Batman 10, quan el superheroi jubilat torna breument a la lluita contra el crim (abans que Kane sigui assassinat per Bronze Tiger). Els dos lluiten contra Killer Moth i Cavalier i aprendre mútuament les identitats secretes. Batwoman es retira una vegada més a la conclusió de la història, deixant a Batgirl a continuar lluitant contra la delinqüència. Tot i que aquesta sèrie va acabar després de tres anys de publicació, Batgirl va continuar apareixent en còpies de seguretat de les publicacions a Detective Comics a través del número 519 (octubre de 1982).
Crisis on Infinite Earths, una minisèrie limitada publicada el 1985, es va escriure per tal de reduir la història complexa de DC Comics a una única continuïtat. Tot i que Batgirl és un personatge destacat, el seu paper és relativament reduït: proporciona l'elogia de Supergirl al número set de les sèries de les 12 parts. La conclusió de Crisis on Infinite Earths va canviar la continuïtat de DC Universe en moltes formes. Després del reinici, Barbara Gordon neix filla de Roger i Thelma Gordon i és la neboda/filla adoptada de Jim Gordon en el cànon actual post Crisi, Supergirl no arriba a la Terra fins després que Gordon s'hagi establert com Oracle; moltes aventures que va compartir amb Batgirl es descriuen amb caràcter retroactiu com a experimentat per Power Girl. A Secret Origins # 20: Batgirl i the Golden Age, el doctor Mid-Nite (1987), l'origen de Barbara Gordon és reiniciat per l'autora Barbara Randall. Dins de la història, Gordon narra la sèrie d'esdeveniments que van portar a la seva carrera com a Batgirl, incloent el seu primer encontre amb Batman de petit, estudiar arts marcials sota la tutela d'un sensei, memoritzar mapes i estampes blaves de la ciutat, destacant en acadèmics. per saltar-se les qualificacions i empènyer-se a convertir-se en una atleta estrella.

### Batgirl SpecialiBatman: The Killing Joke(1988)
DC va retirar oficialment l'heroi al còmic d'una sola presa Batgirl Special # 1 (juliol de 1988), escrit per Barbara Kesel.
Més tard aquell any, Barbara Gordon va aparèixer a Batman: The Killing Joke, d'Alan Moore. En aquesta novel·la gràfica, el Joker dispara i paralitza a Bàrbara en un intent de tornar boig el seu pare, demostrant així a Batman que qualsevol pot ser compromès moralment. Tot i que els esdeveniments de The Killing Joke tenen un gran impacte en el personatge, la història no té gaire a veure amb ella. És emprada com a aparell argumental per cimentar la vendetta del Joker contra els comissaris Gordon i Batman. El 2006, durant una entrevista amb Wizard, Moore va expressar el seu lament pel seu tracte al personatge titllant-lo de "poca i mal concebuda." Va declarar abans d'escriure la novel·la gràfica: "Vaig preguntar a DC si tenien algun problema amb mi que escorcollés a Barbara Gordon –que era Batgirl en aquell moment– i, si recordo, vaig parlar amb Len Wein, que era el nostre editor en el projecte" i després d'una discussió amb el director editorial executiu, Dick Giordano, "Len va tornar al telèfon i em va dir: 'Sí, està bé, paralitza la puta".Tot i que hi ha hagut especulacions sobre si els editors o no DC pensava específicament perquè la paràlisi del personatge es convertís en permanent, Brian Cronin, autor de Was Superman A Spy?: i Other Comic Book Legends Revealed (2009) van assenyalar que DC havia contractat a Barbara Kesel per escriure el Batgirl Special específicament per retirar el personatge i posar-lo al seu lloc per a The Killing Joke.
Després de la publicació de la novel·la gràfica, l'editora i escriptora de còmics Kim Yale va discutir com de desagradable va trobar el tractament de Barbara Gordon amb el seu marit, el company de còmic John Ostrander. En lloc de permetre que el personatge caigués en obscuritat, els dos van decidir reviure-la com un personatge que pateix una discapacitat.
Gail Simone inclouria la paràlisi del personatge en una llista de "principals personatges femenins que havien estat assassinats, mutilats i depurats", batejant el fenomen "Les dones a la nevera " en referència a una història de 1994 de la Green Lantern on el personatge del títol descobreix la seva xicota mutilada al frigorífic.

### Suicide Squad,Birds of Preyi altres aparicions (1989–2011)
Yale i Ostrander van supervisar el desenvolupament de la nova persona de Barbara Gordon com a Oracle per als propers anys. El personatge va fer la seva primera aparició en còmic com Oracle a Suicide Squad #23, oferint de forma anònima els seus serveis a la Task Force del govern. En els dos anys següents, Oracle, sota ploma d'Ostrander i Yale, va aparèixer convidada en diversos títols DC fins que es va revelar la seva identitat Barbara Gordon a Suicide Squad #38 (1990) i oficialment es converteix en membre de la plantilla al número 48 després d'una invitació d'Amanda Waller. El 1992, Dennis O'Neil va escriure Oracle com a única font d'informació de Batman: Sword of Azrael # 1. Aquesta recent constituïda associació va establir l'estatus d'Oracle com a intel·lectual de Batman. Ella apareix posteriorment en els de 12 números minisèrie The Hacker Files (1993). A "Oracle: Year One" (un arc de la història que es troba a The Batman Chronicles # 5 (1996)), Yale i Ostrander expliquen l'origen de la nova persona de Barbara Gordon com Oracle. Inicialment, la paràlisi de Gordon l'enfonsa en un estat de depressió reactiva. Tanmateix, aviat s'adona que la seva aptitud i formació en ciències de la informació li han proporcionat tremendes habilitats que es podrien desplegar per combatre el crim.
En un món cada cop més centrat en la tecnologia i la informació, posseeix un intel·lectual genial; memòria fotogràfica; coneixement profund d'ordinadors i electrònica; habilitats expertes com a pirata informàtic; i formació de postgrau en ciències bibliotecàries. Una nit, té un somni en què una dona autèntica (similar a Oracle a Delfos de la mitologia grega) té la seva pròpia cara; és aleshores que adopta "Oracle" com a nom de codi. Funciona com a agent d'informació, recopilant i difonent informació sobre organitzacions policials i membres de la comunitat de superherois. Entrena sota la tutela de Richard Dragon, un dels artistes marcials estrenats de DC, per participar en combat (amb eskrima) des de la seva cadira de rodes. Ella desenvolupa la seva força i orientació del cos superior del cos amb armes de foc i batarangs.
L'èxit de Chuck Dixon a Black Canary/Oracle: Birds of Prey (1996) van dur a la sèrie de còmics Birds of Prey protagonitzada pels dos personatges del títol. Durant la sèrie crossover de Chuck Dixon Nightwing: Hunt for Oracle, Barbara Gordon i Dinah Lance es reuneixen personalment i estableixen una amistat a llarg termini. Formen el nucli de l'organització dels ocells rapinyaires. Si bé Oracle és el principal responsable d'operacions, Black Canary es converteix en el seu empleat a temps complet i agent de camp. El 2000 es va llançar el primer còmic mensual de Batgirl amb Cassandra Cain com a personatge del títol. Oracle apareix com a personatge de suport a tota la sèrie, actuant com a mentor de la nova Batgirl, al costat de Batman. Gail Simone es va fer càrrec com a escriptor de Birds of Prey amb el número 56. En una entrevista, Simone va explicar la seva afició per Barbara Gordon, afirmant: "Kim Yale i John Ostrander van agafar el personatge i la van convertir en un brillant operador d'ordinadors i un dels personatges més fascinants del còmic. A partir d'aquí, Chuck Dixon es va fer meravellós. Coses amb ella a les seves preses Birds of Prey ... És fantàstic, perquè fins i tot simplement asseguda en una cadira en una habitació fosca per ella mateixa, és tremendament convincent. La DCU sense ella seria un lloc molt menys interessant." Simone integra la Huntress al còmic, convertint-la en un personatge central de la sèrie com a agent de camp secundari d'Oracle. El 2003, els autors de còmics Scott Beatty i Chuck Dixon van revisar l'origen de Barbara Gordon amb la minisèrie Batgirl: Year One. Gordon és un nen molt talentós que s'ha graduat de l'escola secundària a principis, però inicialment desitja unir-se a l'aplicació de la llei en contraposició al vigilantisme dels mites d'origen anterior.
Durant l'esdeveniment crossover Batman: War Games, Black Mask llança els ordinadors i satèl·lits d'Oracle i es compromet a lluitar fins a la mort amb Batman. Per evitar que Batman mati el seu adversari, Oracle inicia la seqüència d'autodestrucció de la Torre del Rellotge, provocant Batman a rescatar-la en lloc de continuar la batalla. Això es tradueix en la destrucció de la casa i la seu de Gordon a la torre del rellotge. Posteriorment, Oracle decideix continuar endavant i deixa la ciutat de Gotham totalment. Va tallar els seus vincles amb Batman i després d'un viatge mundial temporal amb el seu equip, es trasllada a Metropolis. En els esdeveniments, que inclouen Birds of Prey: Between Dark i Dawn (2005), de Gail Simone i Birds of Prey: The Battle Within (2005), Oracle és posseït per l'arc-vilà Brainiac, una entitat d'intel·ligència artificial, amb l'objectiu d'esdevenir un ésser biològic. Tot i que Oracle domina Brainiac i l'expulsa del seu cos, l'avançat virus que li lliura es manté malgrat la seva absència. El virus provoca que els accessoris cibernètics broten arreu del seu cos. Oracle desenvolupa habilitats sobrenaturals que li permeten interactuar psíquicament amb els sistemes d'informació. Tot i que perd aquestes habilitats després que el virus quedi inactiu després d'una operació del Doctor Mid-Nite, descobreix que pot moure els dits dels peus. Tanmateix, això demostra ser de curta durada; Gordon roman paralitzada.
Durant la crisi de tota la companyia Infinite Crisis (2005), Oracle fa equip amb Martian Manhunter a Metròpolis per coordinar un contraatac contra la presó global de la societat secreta. El romanç renovat entre Barbara Gordon i Dick Grayson també és reduït per la història de la Infinite Crisis.
Quan la continuïtat de DC salta un any després dels esdeveniments de Infinite Crisis, Oracle i el seu equip continuen treballant a Metropolis. Oracle funciona amb Batman, tot i que no de forma regular com fins ara. Oracle continua liderant els ocells rapinyaires i amplia els rangs de l'operació. A Birds of Prey # 99, Black Canary deixa l'equip i Huntress es converteix en el líder de camp de facto de l'equip, mentre que Big Barda s'incorpora com el pesant del grup al costat d'una escala rotativa més gran. Oracle també intenta consolidar la seva aliança amb Power Girl. No obstant això, quan Oracle la convida a unir-se a l'equip, respon que ho farà "quan l'infern es congeli."
En l'esdeveniment crossover Countdown to Final Crisis (2007), Oracle envia Question i Batwoman per capturar a Trickster i Piper després del seu paper en l'assassinat de Bart Allen. Ella lluita per evitar que les identitats dels herois del món siguin robades i coordini la resposta a una crisi global impulsada per la Calculator, un pirata informàtic i un agent informatiu. A The All-New Booster Gold #5 (2007), l'heroi del títol té la missió de viatjar enrere en el temps per evitar "una tragèdia que descobreix que mai no hauria hagut de passar; el Joker disparava i paralitzava a Barbara Gordon, Batgirl." Tot i que Booster Gold fa diversos intents per evitar els esdeveniments que van tenir lloc a Batman: The Killing Joke, finalment falla i la història cronològica de Barbara Gordon segueix sense ser modificada. Rip Hunter convenç que el destí de Bàrbara és convertir-se en Oracle. Més tard, Batman revela que guardava les fotos de Joker de Bàrbara i Booster Gold durant anys i va esperar fins a l'edat correcta de Booster Gold abans d'enfrontar-s'hi. Llavors Batman agraeix a Booster Gold per intentar detenir el Joker i li ofereix la seva amistat.
A "Whitewater", l'últim relat de Gail Simone sobre Birds of Prey (2007), Oracle i el seu equip lluiten pel poder amb Spy Smasher, un agent del govern que s'ha fet càrrec de l'organització Birds of Prey. Finalment, Spy Smasher es veu obligat a admetre la seva derrota i retorna el control de l'organització Birds of Prey a Oracle. A la conclusió de l'arc, Oracle també adopta Misfit a Birds of Prey. Sean McKeever va prendre possessió temporalment com a autor de Birds of Prey, escrivint els números # 113–117, Birds of Prey: Metropolis or Dust (2008). El següent arc de la sèrie Birds of Prey: Platinum Flats (2008) està escrit per Tony Bedard. A la història de la Final Crisis de 2008, Darkseid, que finalment ha obtingut el control de la Anti-Life Equation—va intentar posar l'equació de control mental a Internet. Tant Oracle com Mister Terrific fan intents desesperats per aturar Darkseid, fins i tot intentant tancar tota Internet. Malauradament, tots dos fracassen i els afectats van acabar sent esclaus sense ment de Darkseid. Alliberada del control de Darkseid després de la restauració del Multiverse, intenta apagar el criminal Unternet configurat pel seu número oposat, la Calculator, com un reemplaçament lliure de Darkseid per a Internet habitual i que encara utilitza criminals experimentats en tecnologia. No obstant això, la Calculator, evitant que es mogui, pren el control del Kilg%re, aconseguint la capacitat de prosperar en el ciberespai mitjançant el control dels avatars digitals i cibernètics i rastreja Oracle amb els seus nous poders. Tot i que Oracle l'abandona, comença a dubtar de les seves habilitats i tem que perdi la seva brillantor i la seva brillantor, cosa que provoca que es desmantelli l'equip Birds of Prey per fer cerques d'ànima. Birds of Prey van rebre la cancel·lació a principis del 2009, amb el número final # 127.
Oracle apareix posteriorment a Oracle: The Cure, una sèrie limitada escrita per Kevin VanHook i un arc creuat amb Batman: Battle for the Cowl (2009). La història segueix cronològicament els esdeveniments de Final Crisis i Batman R.I.P. (2008). Oracle ha tornat a Gotham i, tot i que les Birds of Prey estan dissoltes, continua convocant-les per ajudar a Nightwing i Robin a afrontar el creixent crim a Gotham. Els plans de la Calculator finalment arriben a bon port i Kuttler, amb l'esperança de salvar la seva filla moribunda, Wendy pren l'àlies "Babbage" i comença a prosperar el món digital d' Alta Viva, un joc de món virtual, per a fragments de l'equació antivida desencadenada per Darkseid. Oracle, que ara viu en un dilapidat apartament llogat a Gotham, pren consciència de les activitats de Kuttler després que "Cheesefiend", una de les seves informadores, fos brutalment assassinada, amb l'equació antivida, després de entrar en contacte amb Babbage. Amb l'esperança d'aturar la Calculator i evitar que agrupi els fragments de l'equació antivida que tenia, Oracle viatja a Hong Kong, amb l'esperança de robar-los mitjançant un supercomputador avançat programat per rastrejar el troç de dades que va deixar Babbage. Tanmateix, la Calculator descobreix els seus intents, jurant venjança sobre ella. Ella aconsegueix derrotar la Calculator, fent inútils els fragments de l'equació antivida.
El 2009, el còmic Batgirl va ser rellançat amb Stephanie Brown protagonitzada pel personatge principal. Tot i que inicialment Oracle intenta descoratjar Brown de la lluita contra el crim, finalment arriba a acceptar-la com a Batgirl. A més, també mentora la filla de la Calculator, Wendy Harris, que va quedar atabalada després d'un atac a la Titans Tower. Oracle després es dedica a la seva feina com a professor ajudant a la Universitat de Gotham. Durant la sèrie limitada de Green Lantern, Blackest Night, Hal Jordan s'estavella contra el Bat-Senyal després d'una baralla amb la Black Lantern Martian Manhunter. Oracle i el comissari Gordon hi són presents. Origins & Omens dona suggeriments per a una participació en la història. Després d'enviar la intel·ligència de Green Lantern a totes les comunitats de superherois del planeta de les Llanternes Negres, els Gordons es veuen atacats pels membres de la galeria fallera original del Cavaller Fosc, tots ells reanimats pel Cos de la Llanterna Negra. Oracle i el seu pare es veuen obligats a lluitar per la seva vida mentre assisteixen a les Llanternes Negres massacrant a tothom a la vista a Gotham Central. Durant la crisi, Oracle es deixa inconscient per una explosió i és posseït per Deadman, que utilitza el cos d'Oracle per salvar el comissari Gordon de King Snake i els Trigger Twins. Després de ser rescatats per Batman, Robin, i Red Robin, els Gordons van ser atacats pels pares de Batman i Red Robin amb els seus salvadors, els Grisons i els Drakes reanimats. Mentre Grayson i Drake lluiten contra les Llanternes Negres, Robin porta els Gordons a la seva base subterrània, on Alfred tendeix les ferides del seu pare i del seu pare.
Al Detective Comics #862 de Greg Rucka, Barbara Gordon s'acosta a Huntress i Renee Montoya (la nova Question) per ajudar a fer un seguiment d'un misteriós criminal que els va ordenar un cop. Montoya es mostra afectat en descobrir que "la filla del comissari Gordon" és un superheroi.El 2010, Birds of Prey va ser rellançat amb Gail Simone tornant a escriure el còmic. El primer arc està vinculat a la sèrie limitada Green Lantern Brightest Day, Oracle reforma les Birds of Prey, aquesta vegada amb Dove i el recentment ressuscitat Hawk com a membres. Una nova vilanitat que es diu ella mateixa White Canary comença a amenaçar els ocells i revela públicament la identitat civil de Black Canary i l'emmarca per un assassinat. Mentre que l'equip lluita amb White Canary als carrers de Gotham, Oracle és segrestada pels seus antics associats, Savant i Creote. Finalment, es revela que és un mal estat per intentar enganyar a White Canary. Després de la victòria de l'equip contra White Canary, Oracle falla la seva mort durant una batalla amb Calculator. Amb la majoria de l'inframón criminal que ara creu que és morta, Oracle talla els llaços amb alguns herois de Gotham, excepte alguns, i es mostra que es nega a ajudar a help Blue Beetle, Manhunter i Booster Gold quan intenten cridar-la per ajudar durant la batalla.
A Batman: The Return (2010) de Grant Morrison, una entrega de la sèrie limitada Bruce Wayne: The Road Home (2010), Batman anima Oracle per ajudar-lo a dirigir Batman Incorporated, un nou equip global de Batmen. Ell l'ocupa d'ajudar-lo a combatre el crim en un front virtual i li mostra un nou disseny Batgirl modificat que actua com el seu avatar virtual. Oracle es mostra després dirigint Cassandra Cain, ara coneguda com Blackbat, en una missió a Hong Kong, on captura alguns contrabandistes d'heroïnes per Batman. A la història de Scott Snyder Black Mirror, Barbara Gordon és segrestada pel seu germà, James Gordon Jr., que havia tornat a Gotham després d'una llarga absència per convertir-se en assassí en sèrie. La col·loca en les dues cames posicionant els ganivets de manera que, si les treu, sagnarà fins a la mort. Mentre va sagnant lentament, és capaç de fer servir els seus enginy per distreure-li el temps suficient perquè Batman i el comissari Gordon arribin i derrotin al seu germà.

### The New 52:Batgirl,Birds of Prey, i altres aparicions (2011–2016)
Al setembre del 2011, després del rellançament de tota la companyia, Barbara Gordon protagonitza una nova sèrie de Batgirl, un dels 52 títols nous amb els personatges més emblemàtics de la companyia. La conclusió de la sèrie limitada Flashpoint (2011) estableix una nova continuïtat dins de l'Univers DC, amb tots els personatges que es retrocedeixen a una edat més jove i a una etapa més primerenca en les seves carreres, mantenint-se en una línia de temps moderna. El director general de vendes de DC, Bob Wayne, va explicar que amb cadascun dels seus títols revertint al número 1, “els nostres equips creatius tenen la capacitat d'adoptar un enfocament més modern, no només amb cada personatge, sinó amb la manera com interaccionen els personatges amb un. un altre i l'univers en el seu conjunt i ens centrem en la part anterior de les carreres de cadascun dels nostres personatges icònics". Wayne també va afirmar que "The Killing Joke" encara va passar i va ser Oracle. Ara passarà per la rehabilitació física i es convertirà en un personatge més experimentat i matisat perquè tenia aquestes experiències increïbles i diverses. La reacció del públic al canvi va ser mixta i ha inclòs crítiques segons que DC ha reduït la diversitat de la seva alineació de personatges, així com "no respectant el poder que el personatge havia guanyat com a símbol per a la comunitat amb discapacitat en el seu paper com a Oracle"
La coeditora de DC Comics, Dan DiDio, va explicar la decisió afirmant que "[no] no volíem donar l'esquena al tema de la diversitat, però ella sempre serà la més reconeixible [Batgirl]. Estem treballant amb preocupacions per diversifiquem la línia. Sempre busquem tornar a posicionar-nos per reflectir el públic actual ". Gail Simone, que escriurà la sèrie, va declarar: "Fa molts anys que vaig escriure el personatge com a Oracle, i fins avui, no hi ha cap personatge que signifiqui més per a mi. Es tracta de la clàssica Bàrbara, ja que originalment va ser concebuda. Amb certes sorpreses, és cert que és una mica de xoc, però estem fent tot el possible per ser respectuosos amb el sorprenent llegat d'aquest personatge, tot presentant una cosa engrescadora que experimentarà una generació de lectors de còmics. per primera vegada ... Barbara Gordon va saltar, lluitar i esbojarrar per Gotham. Ara, quan els ciutadans de la ciutat miren cap amunt, van a veure BATGIRL. I això és absolutament emocionant."
En la nova continuïtat revisada, els esdeveniments de The Killing Joke van tenir lloc tres anys abans de la història actual, i mentre es constata que era paraplègica durant aquell temps, Barbara Gordon està escrita com que ha recuperat la seva mobilitat després de passar per cirurgia experimental a una clínica sud-africana. L'escriptor de la sèrie Gail Simone va afirmar que, mentre que el personatge és "una de les dones més intel·ligents i més dures del còmic ... Una cosa del llibre és realment, és que els efectes posteriors a alguna cosa com el PTSD (trastorn d'estrès posttraumàtic) o un altre síndromes relacionats amb el trauma, poden colpejar fins i tot persones molt intel·ligents, molt intel·lectuals, fins i tot soldats i policia ", un tema que generalment es deixa passar per alt en els còmics. També va explicar que el mètode de recuperació del personatge es basa en experiències de la vida real, ja que "alguns dels millors treballs del món real en el camp de la rehabilitació de la mobilitat provenen de Sud-àfrica. La gent ha estat parlant d'això com si es tractés d'una mena de mística cosa com tornar dels morts, però hi ha tractaments i cirurgies que poden restablir la mobilitat en alguns casos, la columna vertebral de Bàrbara no es va tallar."
Abans del llançament, Batgirl # 1 es va esgotar a nivell de distribució amb més de 100.000 exemplars impresos en la seva primera publicació segons Diamond Comic Distributors. Juntament amb Action Comics # 1, Justice League 1, Batman #1, Batman i Robin #1, Batman: The Dark Knight #1, Detective Comics #1, Flash #1, Green Lantern #1, i Superman #1, els minoristes van sol·licitar una segona impressió. Calvin Reid dels editors setmanals afirma en una revisió del primer número: "L'obra d'art està bé, encara que convencional, mentre que el guió de Simone intenta lligar el final de la història anterior de Barbara Gordon/Oracle i configurar la nova Batgirl. La seva fórmula: vilans assassinats, esquitxades de sang violència i superheroics de gran vol que es barregen amb la vinculació d'un sol blanc-femení ... més un cliffhanger que acaba amb el primer número que ofereix un centenar de [segue] al nou món de Barbara Gordon i Batgirl ".El crític del New York Times, George Gene Gustines, va escriure: "A diferència d'alguns còmics de DC que vaig llegir aquesta setmana, Batgirl aconsegueix un truc aficionat: una bona reintroducció a un personatge, un elegant reconeixement de la història fonamental i la establiment d'un status quo nou. Es tracta d'una sèrie obligada per comprar " Amb una classificació B + en una crítica de Entertainment Weekly, Ken Tucker escriu que Simone "[pren] els seus poders de narració Birds of Prey i els centra en la recentment revifada Barbara Gordon com a Batgirl. El resultat és una ràpida alegre, com Barbara / Batgirl es revela en la seva nova llibertat, fins i tot quan es troba amb un vilà que fins ara no és molt terroríficament anomenat Mirall."
Des del rellançament de la sèrie al setembre de 2011, Batgirl s'ha mantingut dins dels 30 primers llocs de les 300 publicacions mensuals de còmics més venudes a Amèrica del Nord. Les xifres de vendes estimades mensualment són les següents: Batgirl # 1 amb 81.489 exemplars (12è lloc general), Batgirl # 2 amb 75.227 (14è lloc), Batgirl Batgirl # 3 amb 62.974 (18è lloc), Batgirl # 4 amb 53.975 (23è lloc), Batgirl # 5 amb 51.327 (26è lloc=, i Batgirl # 6 amb 47.836 (30è lloc). L'edició de tapa dura del volum 1, Batgirl: The Darkest Reflection, que recull els números número 1-6, va formar la llista de The Best seller de The New York Times, al costat de alongside Animal Man: The Hunt, Batman & Robin: Born to Kill, Batman: Detective Comics, Wonder Woman: Blood, Batwoman: Hydrology, Green Lantern: Sinestro.
A més, Barbara Gordon fa aparició a Birds of Prey # 1, on Black Canary li ofereix un lloc al nou cartell Birds of Prey. Ella declina la invitació de Canary, suggerint que Katana ocupi el seu lloc. L'escriptor de la sèrie Duane Swierczynski ha declarat que Batgirl s'unirà a l'equip en el número 4. Va comentar que si bé ella "és una part essencial d'aquest equip", ella no és el focus de la sèrie, ja que està vacil·lant a associar-se amb els altres personatges a causa del seu estat com a fora de vida.
A l'octubre de 2014, el títol mensual de Batgirl va ser un nou reinici amb el nou equip creatiu Brenden Fletcher (escriptor) Cameron Stewart (escriptor, dissenys), Babs Tarr (artista) i Maris Wicks (colors). La primera història de sis números va explorar l'intent de Barbara Gordon de començar una nova vida com a estudiant de doctorat al barri de Burnside a Gotham de maluc. Tot i semblar lleuger i atractiu en comparació amb la carrera anterior més fosca de Gail Simone, el nou arc va tractar en última instància la incapacitat de Babs d'escapar completament el seu trauma anterior i el vilà es va revelar quan el seu propi cervell explorava, un algorisme similar al pre-nou 52 Oracle. Si bé el reinici va ser molt lloat per l'ús innovador de les xarxes socials, la seva diversió i energia, i particularment per l'art de Tarr, diversos crítics van condemnar al vilà Dagger Type al número 37 com a caricatura transfòbia, several critics condemned the villain Dagger Type in issue #37 as a transphobic caricature. En resposta, l'equip creatiu va publicar una disculpa i va revisar el número de la següent edició recollida, Batgirl Vol. 1: The Batgirl of Burnside.
El 13 de març de 2015 DC Comics va llançar 25 versions de temes de Joker per a les seves diverses sèries mensuals per a la seva publicació el mes de juny, en celebració del 75è aniversari del personatge. Entre ells es trobava una portada de Batgirl # 41 de l'artista Rafael Albuquerque que es va inspirar en The Killing Joke. A la portada hi apareix el Joker que es troba al costat d'una Batgirl trencada, que té un somriure vermell pintat a la boca. El Joker té una mà que sosté un revòlver drapat a l'espatlla de Batgirl i s'apunta cap a la galta amb l'altra mà, com si estigués fent un gest per disparar-la.
La portada va cridar ràpidament crítiques per destacar un període fosc de la història del personatge, sobretot quan es juxtaposava amb la direcció juvenil, més optimista de la sèrie en aquell moment. El hashtag #changethecover va atraure centenars de publicacions a Twitter i Tumblr demanant a DC que no publiqués la variant. DC va retirar finalment la portada de la publicació a petició d'Albuquerque, que va declarar: "La meva intenció mai era ferir ni molestar a ningú a través del meu art ... Per això, he recomanat a DC que es tirés la portada variant."

### DC Rebirth:BatgirliBatgirl i the Birds of Prey(2016– actualitat)
Al març del 2016, DC Comics va anunciar que rellançaria tots els seus títols mensuals en una iniciativa anomenada DC Rebirth. El rellançament ha restaurat elements de la continuïtat DC pre-"Flashpoint", mantenint també elements de The New 52. El DC Rebirth Batgirl seguirà sent Barbara Gordon, que protagonitzaria dues sèries mensuals: Batgirl (volum 5), escrit per Hope Larson, i Batgirl i the Birds of Prey (volum 1), escrit per Julie Benson. i Shawna Benson. Els dos títols de còmics van debutar al juliol i l'agost del 2016, respectivament. Al volum cinc de Batgirl, Barbara Gordon és una estudiant que assisteix al Burnside College al barri de moda de Burnside, a la ciutat de Gotham City.

### Versions alternatives
Diverses alteracions del personatge de Barbara Gordon han aparegut en històries publicades dins i fora dels títols de continuïtat principal. Les variants del personatge dins de la continuïtat apareixen sovint en històries que impliquen viatges en el temps, com ara la sèrie de creuades limitades Zero Hour: Crisis in Time, una història de seguiment precedida de la sèrie limitada de 1985 Crisis on Infinite Earths que va alterar la continuïtat mainstream. Hi ha empremtes notables de DC Comics, com Elseworlds i All Star DC Comics que també inclouen versions alternatives del personatge.
Barbara Gordon, tant Batgirl com Oracle, ha fet diverses aparicions als còmics d'Elseworlds des de 1997. La empremta Elseworlds agafa personatges icònics de la companyia i els col·loca en terminis, llocs i esdeveniments alternatius convertint en herois "tan familiars com ahir semblen tan frescos com demà. Es dona el caràcter papers protagonistes a història d'estil negre Thrillkiller: Batgirl i Robin (1997), la seva seqüela Batgirl + Batman: Thrillkiller '62 (1998), i la d'un sol tret còmic Elseworld's Finest: Supergirl & Batgirl (1998), tot representant mons on Barbara és el primer heroi amb temes de ratapinyada (Bruce Wayne és un detectiu policial que es converteix en Batman a la sèrie Thrillkiller de la dècada de 1960 i només serveix essencialment de "Alfred" a Elseworld's Finest en una línia de temps on Jim Gordon va ser assassinat en lloc de Waynes).
A més, el personatge té papers de suport a JLA: The Nail (1998), JLA: Created Equal (2000), Superman & Batman: Generations (2003), Batman: Year 100 (2006), i Batman: Earth One (2012). Una versió d'ella apareix com a "Nightwing" a la sèrie de còmics de Smallville, substituint a Stephanie Brown com es va promoure anteriorment.
El 2005, DC Comics va llançar la seva empremta All Star : una sèrie de còmics continuada dissenyada per combinar personatges més emblemàtics de la companyia amb els escriptors i artistes més aclamats del sector. De forma similar a Elseworlds, All Star no es restringeix a la continuïtat i estableix una perspectiva nova per a l'última generació de públic. Segons Dan DiDio, "aquests llibres estan creats per arribar literalment al públic més ampli possible, i no només al públic de còmics, sinó a qualsevol que hagi volgut llegir o veure res sobre Superman o Batman".
Una alternativa Barbara Gordon va ser adaptat a All Star Batman i Robin the Boy Wonder de Frank Miller (2005) com una Batgirl adolescent. A més, s'havia definit una altra variació del personatge en un títol homònim de All Star Batgirl, escrit per Geoff Johns; no obstant això, la sèrie va ser cancel·lada abans de la seva publicació.
A Batgirl: Future's End # 1 (novembre de 2014), ambientat en un futur alternatiu, un trio de Batgirls inclou Casandra Cain, Stephanie Brown i la nouvinguda Tiffany Fox, la filla de Lucius Fox i el primer personatge afroamericà que es va retratar com Batgirl.
El 2015, DC va començar a publicar DC Bombshells, un títol que situa els seus personatges en una història alternativa ambientada principalment durant els anys trenta i quaranta. A Digital Issue 42 (recollit a Print Issue 14), Harley Quinn explica a Pamela Isley que es trobi amb "la Belle of the Bog", que sembla ser una versió vampira de Batgirl. El número 1 de DC Comics Bombshells, publicat el 31 d'agost de 2016, revela que Barbara Gourdon va ser una pilot de caça francesa durant la Primera Guerra Mundial.

## Comentari crític i editorial
| «                   | Es podria argumentar que curar Bàrbara i deixar-la tornar a ser Batgirl simplement li permetria fer més bons delictes de lluita que mai en una cadira de rodes, però sembla sensible a la capacitat i la utilitat que té en altres capacitats com Oracle. Per la seva banda, podríeu dir que treure Bàrbara de la seva cadira de rodes altera dràsticament el seu caràcter, però això no indicaria que aquest és un personatge definit pel seu handicap? Això planteja la pregunta de per què tants aficionats l'adoreixen: és perquè és un líder agosarat i agosarat que rivalitza amb la Calculator en cervells? O és perquè és tot això, però enganxat a una cadira de rodes? Penseu en la pregunta i, segurament, molts de vosaltres trobareu una resposta que no us agrada. | » |
| — CraveOnline, 2009 | |   |

Després de Batman: The Killing Joke, la paràlisi de Barbara Gordon ha estat objecte de debat, amb arguments a favor i en contra de la restauració de la seva mobilitat. Escriptors, artistes, editorials i crítics han parlat molt de temps sobre la naturalesa del tema, citant respostes del lector, temes de sexisme, diversitat i representació, així com altres consideracions que han afectat decisions sobre la representació del personatge.

### Comentari a favor de Batgirl
Com a reacció al The Killing Joke i al desenvolupament posterior de personatges de Barbara Gordon com Oracle a Batman: Gotham Knights, Ray Tate, un crític de Comics Bulletin, va escriure "[aquí] no hi ha cap raó per la qual Barbara Gordon hauria d'estar en una cadira de rodes. Alan Moore i Brian Bolland va significar The killing joke matant com un conte imaginari que tracta de la iconografia de Batman i el Joker ... [El mateix Batman] és un geni certificable en bioquímica. Hi ha infinitat d'exemples de Batman que empra només una cosa teòrica en la seva lluita contra el crim. "El seu coneixement de la tecnologia de cèl·lules mare hauria de superar el del món real. Simplement, no hi ha cap motiu perquè Barbara Gordon es limiti a aquesta cadira de rodes." Pel que fa a la seva representació com a personatge que viu amb una discapacitat i a la seva eficàcia com a heroi en comparació amb la seva encarnació com a Batgirl, Tate afirma que "és ridícul pensar que algú es desperta pensant en la sort que tenen de limitar-se a una cadira de rodes, i tot i així, l'actitud al voltant de DC i entre els fans és que Oracle és el personatge millor de Batgirl per culpa del seu handicap.Batbish. Batgirl ha lluitat amb més delictes i ha fet més esforços per ajudar a Batman com a Batgirl del que ho feia com Oracle. Oracle no ho ha fet. Bàrbara en aquesta encarnació no és un personatge dolent, però no és millor perquè ja no caça la nit amb màscara i capa." En un article per a Bitch la revista titulada "The Shoulder Cold: Saving Superheroines from Comic-Book Violence", Shannon Cochran va assenyalar una llarga història de desigualtat pel que fa al tractament de les herois femenines. Cita a Gail Simone, que va discutir la diferència de gènere pel que fa al tractament de Batman i Batgirl en relació amb la paràlisi: "Tots dos van tenir l'esquena trencada [Batman va trencar-la en un enfrontament dramàtic de Batcave amb el vilà Bane; Batgirl va trencar-la quan va ser emboscada a casa seva. El Joker va ser afusellat a la columna vertebral i no va donar mai l'oportunitat de lluitar]. Menys d'un any després, Batman va estar bé. Batgirl, ara anomenat Oracle, va estar en una cadira de rodes i va romandre durant molts anys ."
L'artista Alex Ross i l'escriptor / productor Paul Dini van intentar tornar el personatge a la seva concepció original. Ross va explicar en una entrevista que ell i Dini tenien previst restaurar la seva mobilitat situant-la en un Lazarus Pit, una piscina química natural de l'Univers DC que té efectes rejovenidors quan una persona es troba submergida dins d'ella. Va dir que "vam llançar llavors a l'editor de Batman, Denny O'Neil amb aquests dibuixos d'aquest disseny de vestuari. La idea d'utilitzar el vermell en lloc del groc tradicional tenia com a objectiu invocar la idea que, procedent del pit de Lazarus, ella estava en certa manera, més compromesa com a personatge ... Denny la va fer caure, perquè, segons ell, tothom estima Barbara Gordon com Oracle i com a personatge amb discapacitat. La teoria era que DC no tenia prou personatges per a minusvàlids, de manera que no anaven a fer res amb Bàrbara com ella. I el disseny va entrar al calaix." Kate Kane, la moderna Batwoman introduïda durant els 52, porta una variació del que hauria estat el nou vestit de Batgirl de Gordon dissenyat per Ross.

### Comentari a favor d'Oracle
| «                                    | Sense molta afició, Barbara Gordon s'ha convertit en el personatge per a discapacitats més popular des de Charles Xavier ... Hi havia alguna idea de ser un model de rol ... Volíem que ella pogués fer front al que li havia passat i convertir-se, de moltes maneres, en més efectiu com Oracle que mai com Batgirl. I sabíem que altres persones amb discapacitat podrien mirar-la i sentir-se bé llegint sobre ella ... No crec que la gent balli al voltant de les seves discapacitats ja que no volen centrar-se en elles, sinó en el seu caràcter. No han de ser històries sobre una persona amb discapacitat; Són històries sobre un personatge fascinant i fascinant que passa a ser en una cadira de rodes i crec que això és correcte. Bàrbara no és el seu handicap; hi ha més que això. | » |
| — John Ostrander, Recursos de còmics | |   |

Tot i que la recepció crítica de l'evolució de Barbara Gordon a Oracle s'han barrejat entre crítics i altres observadors, segons John Ostrander: “Tenim, al llarg dels anys, en aquelles ocasions en què he treballat amb el personatge, he rebut algunes cartes dels que tenen discapacitats. d'una banda o d'una altra i tots han estat molt solidaris. Em sento molt orgullós de la meva part en crear Oracle." Els partidaris d'Oracle sostenen que el personatge Barbara Gordon proporciona un servei més gran a DC Comics i als seus lectors com a personatge amb discapacitat, independentment dels esdeveniments que van causar la seva paràlisi. A la seva persona com Oracle, Barbara Gordon no es limita a la família Batman, exercint un paper únic i universal en l'univers DC. El Vicepresident sènior, Dan DiDio comenta: "Algunes històries ... són tan fortes que deslligar-les seria un delicte. El DCU seria un lloc menor sense el sacrifici de Barry, ni l'atenció de Bàrbara a mans del Joker."
El personatge va passar per una possible restauració durant les Birds of Prey quan està infectada per màquines microscòpiques conegudes com nanites pel súper vilatà Brainiac, que va intentar reparar el seu ADN. Marc Dipaolo, autor de War, Politics i Superheroes: Ethics i Propaganda in Comics i Film (2011) va comentar que els escriptors i editors de DC no li permetrien recuperar-se del tot i que "no es va decidir perquè no n'hi havia prou Superherois discapacitats a l'Univers DC per justificar 'guarir-lo' i perquè hauria estat estrany veure escapar a Barbara Gordon de la seva cadira de rodes en el món de la ficció quan Christopher Reeve mai va tenir aquesta oportunitat ".

### Restauració de la mobilitat i les seqüències del personatge
Al juny de 2011, DC va anunciar que Barbara Gordon tornaria al paper de Batgirl el setembre de 2011, en el seu propi còmic mensual homònim, com a part d'un rellançament de tots els seus títols a tota la companyia. A més, l'ex escriptor Birds of Prey Gail Simone estaria escrivint la sèrie. Aquest anunci es va convertir en un dels aspectes més controvertits del rellançament de DC Comics. Els partidaris de Barbara Gordon en la seva persona com Oracle es van mostrar consternats per haver perdut un personatge icònic de la comunitat amb discapacitat. El periodista i blogger Jill Pantozzi, a qui se li diagnostica una distròfia muscular va afirmar que "les persones amb discapacitat formen part del món real, és fonamental que també formi part del món de ficció ... L'escriptor Kevin Van Hook va fer una gran tasca mostrant el que han de passar les persones amb discapacitat a la miniserie. Oracle: The Cure. És aquest tipus d'honestedat que espero més ... Si bé alguns personatges diversos van ser maltractats al llarg dels anys, Oracle sempre va ser tractat amb el màxim respecte, però aquest fet és el més irrespectuós que he vist fa temps." Gail Simone va respondre directament afirmant que en moments en què altres havien intentat restaurar la mobilitat de Gordon, va lluitar per mantenir-la com a personatge amb discapacitat, fins i tot davant de peticions de lectors que també tenien discapacitats que volien veure curar el personatge. Tot i així, part del seu raonament per revertir la seva decisió i escriure Batgirl amb Gordon com a personatge principal va ser que "[a] les cames i les cames es treuen i tornen a créixer, d'alguna manera. Les fosses no es mantenen plenes. Però la constant és que Bàrbara es queda a la cadira. El model de rol o no, això és problemàtic i incòmode, i les excuses per no curar-la, en un món de rajos morats i màgia i superciencia, solen ser convincents o totalment meta-textuals. Com més temps continua, més ha ampliat la credibilitat, però ara, tot ha canviat. Si gairebé tots els membres de la DCU, no només Batgirl, sinó gairebé tothom, es troben ara en una etapa molt anterior a la seva carrera, llavors la meva principal objecció no s'aplica més, perquè estem veient Bàrbara en un punt de partida anterior "
L'ex escriptor i editor de Batman Dennis O'Neil i co-creador d'Oracle, John Ostrander, han expressat la seva decepció pel canvi. O'Neil va declarar que durant el seu exercici a DC, "[W] e tenia tropes de persones en spandex que van assaltar criminals ... No teníem ningú com Oracle, que superés una discapacitat i fos tan valuós i igual d'efectiu. d'una manera que no implicés violència." Tot i això, també va afirmar que des d'un punt de vista alternatiu, "la percepció de Barbara Gordon en el públic principal com a Batgirl seria una consideració molt vàlida".Ostrander continua veient Oracle com un personatge més fort que Batgirl, però també ha expressat la seva fe en les habilitats de Gail Simone com a escriptor. Va comentar que "els imes canvien i els personatges i les persones evolucionen. Vaig canviar les coses quan vaig escriure personatges, inclòs el canvi de Barbara a Oracle. Altres fan el mateix per aquesta època ... Gail Simone és un bon amic i un meravellós escriptor i Estic segur que la seva feina serà meravellosa".

## Caracterització

### Edat de plata
En el moment de la seva concepció, el personatge de Barbara Gordon tenia com a objectiu reflectir el moviment d'alliberament de les dones com una jove educada i orientada a la carrera professional, i també com a lluitadora del crim. Batgirl és considerat com un dels personatges més populars que van aparèixer durant l'edat de plata dels còmics. In The Supergirls: Fashion, Feminism, Fantasy, i the History of Comic Book Heroines (2009), l'autor Mike Madrid afirma: "Mentre ella encarnava l'esperit d'una nova onada de superheroïnes alliberades, en el rerefons de la història de Batgirl va seguir la tradició de les vigilants dones femenines dels anys 40 que van atacar per si mateixos els seus errors." Tot i que Batman està desanimada per involucrar-se en la lluita contra el crim, ignora desafiadament les seves objeccions. La seva opció professional com a bibliotecària s'espera que es deu en part al fet que funciona com a coberta convincent per al seu treball molt més perillós com a Batgirl. En un esforç per ocultar la seva identitat no només dels seus enemics, sinó que el seu pare, els comissaris Gordon, Batman i Robin, inicialment s'ajusta als trets d'aparença i personalitat estereotipats d'un bibliotecari. En la seva identitat civil, se la veu amb els cabells "ben lligats en un brioix. I porta vestits tradicionalment conservadors –per no dir-ne de gana–, és a dir, que encarna la imatge estereotipada de la bibliotecària femenina del dia. fent tasques clericals mentre està confeccionat i confeccionat de manera que es garanteixi minimitzar qualsevol atractiu físic que pugui tenir sota del seu exterior exterior." Tot i que la seva introducció tenia com a objectiu encarnar la ideologia feminista, alguns aspectes de la seva persona també es van considerar sexistes, com el fet que "[el] uch del seu arsenal es portava en un moneder unit al seu cinturó d'utilitat [...]"

### Edat del Bronze
Malgrat les mancances de la seva caracterització durant els darrers anys seixanta, "a principis dels anys 70, Batgirl havia madurat, utilitzant el seu intel·ligent intel·ligent, destresa atlètica i les seves habilitats detectivesques per solucionar robatoris petits i no tan petits". El seu esquema de colors de la historieta Aventures de Batman s'utilitza com a vestit principal. Tanmateix, al final de l'edat del bronze dels còmics a mitjans de la dècada de 1980 (i amb la fosca i aguda influència de l'obra de Frank Miller en els títols relacionats amb Batman), Batgirl es va fer menys valuosa per a la franquícia " on no hi havia tant espai per a un delicte contra els bibliotecaris contra els talons alts ". En aquest entorn, Barbara Gordon es mostra cada cop més escèptica de la seva eficàcia com a Batgirl fins que decideix abandonar la lluita contra el crim de manera permanent.

### Edat Moderna
Robin Anne Reid, al seu llibre de 2008, Women in Science Fiction i Fantasy: Overviews nota una falta de caracterització donada a Barbara Gordon per Alan Moore a Batman: The Killing Joke, afirmant: "Barbara Gordon no es retratava com la dona intel·ligent i plena de recursos. que va assumir la persona de Batgirl; va ser retratada com una mestressa de casa amb servei de cacau, preocupada massa per l'embolic que el seu pare feia tallar i enganxar retalls de notícies." Després de la recreació del personatge com Oracle, que es mostra amb superar la seva paràlisi a mans del Joker mitjançant la utilització del seu intel·lecte per participar una vegada més en la lluita contra el crim com un agent d'informació. Parlant de la seva caracterització com a persona que viu amb una discapacitat, l'escriptor còmic Devin Grayson va declarar que sent "més antigament defensiva sobre la seva [paràlisi], ella té, si hi ha alguna cosa, una compensació excessiva. Tot i això, la seva gran determinació de mantenir-se autosuficient, encara que admirable i inspirador, l'ha fet menys disposada que mai a acceptar suport o ajuda de qualsevol tipus."
Una característica definidora de Barbara Gordon és el seu sentit de la moral, que difereix del de Batman i el seu principal agent de camp, Black Canary. Ella ha demostrat la seva voluntat d'utilitzar la força letal, com a la publicació número 10 de Birds of Prey#10 de Chuck Dixon 10, "State of War",, "State of War", que contradiu la metodologia que utilitzen els seus aliats més propers i la majoria dels personatges de DC Comics. Dixon va declarar a una entrevista que "és menys moralment conflictiu que altres personatges. És molt" significa orientar-se al final. Veu que de vegades has de matar per salvar vides. No està còmode amb això, però l'accepta. fes qualsevol cosa per no fer servir la força mortal, però, quan es faci una empenta, deixarà anar el martell.Birds of Prey: Of Like Minds quan discuteix amb Black Canary per utilitzar informació obtinguda il·legalment, que nega als delinqüents el dret de processament. Tot i que Huntress no s'ha oposat mai a utilitzar la força letal, també entra en conflicte amb Oracle pel fet que utilitzarà l'impacte psicològic d'una missió per manipular inconscientment els seus agents de camp perquè s'ajustin a la seva ideologia.

### The New 52
Com a part del llançament del 2011 de DC Comics, The New 52, la paràlisi de Barbara Gordon es descriu com una durada de només tres anys. A Batgirl (volum 4), l'edat del personatge es redueix, i es representa com a recent graduada universitària, després de llicenciar-se en psicologia forense. Tot i que reprèn el seu treball com a Batgirl un any després de recuperar la seva mobilitat, continua patint un trastorn per estrès posttraumàtic, provocant-la a dubtar en la batalla quan s'exposa a dispars que podrien resultar en rebre nous danys espinals. El personatge també mostra culpabilitat de la supervivent pel fet que s'ha recuperat completament de la seva paràlisi, mentre que d'altres no ho han fet. En una entrevista de setembre de 2011, Gail Simone va declarar: "Estic agradant escriure Batgirl en aquesta etapa de la seva vida. És més jove, no ho sap tot, ha estat immersa a l'escola i el seu pla de vida. Els esdeveniments conspiren per canviar això pla i està nerviosa per això. M'encanta escriure Bàrbara en gairebé qualsevol condició, però realment és un moment clau per a ella."
A Batgirl # 45, Barbara Gordon va començar una relació romàntica amb Luke Fox, el fill de Lucius Fox i el nou Batwing. Es van esborrar alguns antecedents i relacions anteriors del personatge. Segons l'artista de la nova sèrie de Batgirl, Babs Tarr, Barbara Gordon i Dick Grayson mai van estar involucrats romànticament en la continuïtat dels nous 52.

### DC Rebirth
Per al llançament del DC Rebirth del DC 2016, Barbara Gordon encapçala dues sèries mensuals: Batgirl i Batgirl i the Birds of Prey. Batgirl, escrit per Hope Larson i il·lustrat per Rafael Albuquerque, comença amb Bàrbara que gira per Àsia per entrenar-se amb combatents orientals. Batgirl i the Birds of Prey, escrit per Julie i Shawna Benson i il·lustrat per Claire Roe, la reuneix amb antigues companyes d'equip Black Canary i Huntress (Helena Bertinelli). El primer arc de la sèrie restitueix la seva història anterior com "Oracle", ja que l'equip treballa per fer un seguiment d'un impostor amb l'àlies. En la continuïtat del DC Rebirth, Barbara continua funcionant a Burnside després de formar-se a Àsia. També mostra un renovat interès romàntic per Dick Grayson, però no té èxit a causa que ell ja estava en relació.

## Poders i habilitats

### Arts marcials
Segons la biografia fictícia del personatge, Barbara Gordon es va formar a Judo, Kung Fu, Eskrima, Karate i Jujutsu, assolint cinturons negres abans de la seva possessió com a Batgirl i es descriu com sent un "atleta estrella". Després dels esdeveniments de The Killing Joke, Barbara Gordon va continuar formant-se en arts marcials com Oracle, tot i que va quedar paralitzada des de la cintura cap avall. Té àmplies habilitats amb pals de lluita d'eskrima, petites armes de foc i batarangs; sol mantenir un parell de pals d'escrima guardats als reposabraços de la seva cadira de rodes com a contingència. En la continuïtat revisada de The New 52, reflexiona sobre el fet que ha estat entrenant en autodefensa des dels sis anys a Batgirl # 0 (2012).

### La intel·ligència i l'habilitat tecnològica
Gordon està descrita com una intel·lectual a nivell geni i té naturalment una memòria fotogràfica. És descrita per Gail Simone com el membre més intel·ligent de la família Batman i entre tots els personatges que han operat fora de Gotham City. Abans de la carrera com a vigilant del personatge, Barbara Gordon va desenvolupar moltes habilitats tecnològiques, incloent un ampli coneixement d'ordinadors i electrònica, habilitats expertes com a pirateria informàtica i formació de postgrau en ciències bibliotecàries. Igual que Batman, Barbara Gordon va utilitzar originalment una gran varietat d'electrònica i aparells informàtics durant les seves primeres aventures com a Batgirl. Aquests inclouen un escàner d'infrarojos integrat al capell del seu vestit, diverses armes d'inspiració de ratpenat i la bateria. Segons Gail Simone, Oracle manté el control sobre els dotze satèl·lits avançats tecnològicament que van ser creats per Lex Luthor durant el seu mandat com a president dels Estats Units.

### Agent d'informació
Com a Oracle, Barbara Gordon va posar a la disposició de molts herois del DC universitari les seves competències i coneixements considerables. És una pirata informàtica capaç de recuperar i dispersar informació de satèl·lits privats, instal·lacions militars, fitxers governamentals i propietats de Lex Luthor. Batman, ell mateix un geni amb una àmplia base de coneixement i accés a grans recursos d'informació, consulta habitualment Oracle per obtenir ajuda. L'escriptor i editor Dennis O'Neil, que primer va establir Oracle com a igualtat i font d'informació intel·lectual de Batman, va declarar que "no era lògic que estigués allà al món de Batman ... Batman necessitaria algú així."

## Impacte cultural
Des del seu debut a la publicació DC Comics i impulsada per la seva adaptació a la sèrie de televisió Batman el 1967, Barbara Gordon ha estat inclosa entre personatges de ficció que es consideren icones culturals. L'autor Brian Cronin, a Was Superman A Spy?: and Other Comic Book Legends Revealed (2009) assenyala que després del seu debut de 1967, "Batgirl aviat va ser prou popular per aparèixer regularment durant les dues dècades següents i Yvonne Craig segurament va fer que impressió en molts espectadors amb una temporada que retratava a la jove Gordon." De la mateixa manera, Cronin afirma que després de la publicació de The Killing Joke, Barbara Gordon, en la seva nova persona com Oracle, es va fer "més popular, de fet, que no pas quan era Batgirl. Fins i tot va guanyar el seu propi títol, Birds of Prey, sobre ella i un grup d'operadors de superherois que organitza [.]" El personatge ha estat objecte d'anàlisi a l'àmbit acadèmic sobre la representació de dones, bibliotecàries i persones amb discapacitat en mitjans de comunicació principals. Al llarg de la història del personatge, la intel·ligència de Barbara Gordon ha estat un dels seus atributs definitoris. Segons BusinessWeek, ella figura com un dels deu primers superherois de ficció més intel·ligents que apareixen en còmics nord-americans i és l'únic personatge femení que apareix a la llista. El 2011, Barbara Gordon es va classificar en la 17a posició en ambdues IGN'S' 100 Herois de còmic 'i Guia del comprador dels còmics '100 dones més atractives en els còmics'.

### Interpretacions feministes
A The Supergirls: Fashion, Feminism, Fantasy, and the History of Comic Book Heroines (2009), l'autor Mike Madrid afirma que el que va diferenciar a Barbara Gordon com a Batgirl d'altres personatges femenins va ser la seva motivació per lluitar contra el crim. A diferència de Batwoman que la va precedir, "porta el seu símbol al pit, però no és la seva xicota ni una donzella de mà fidel"." Com que no persegueix un interès romàntic per Batman, "Batgirl és una Batman que realment pot considerar-se com una parella brillant i parella en la guerra contra el crim, de la mateixa manera que ell seria un home." L'historiador Peter Sanderson va observar que, mentre que "Barbara Gordon s'ajustava inicialment als estereotips arrebossats com a bibliotecària tímida ... la seva transformació a Batgirl es podia veure en una retrospectiva com a símbol del moviment emergent d'apoderament femení de la dècada de 1960 (a més, als anys 70, Barbara s'havia donat a si mateixa un canvi d'imatge fins i tot en el seu 'identitat civil' i es va postular per al Congrés.) "
A la dècada de 1980, Barbara Kesel, després d'haver escrit una denúncia a DC Comics sobre la representació negativa de personatges femenins, va rebre l'oportunitat d'escriure per a Barbara Gordon a Detective Comics. Robin Anne Reid, a Women in Science Fiction and Fantasy: Overviews (2009), va escriure que "la versió de Kesel de Batgirl la va establir com un personatge separat de Batman i Robin: una dona motivada per fer el que fan els homes, però ella sola i per ella mateixa Her Secret Origins (1987) i Batgirl Special (1988) van contrarestar la presentació victimista i objectivada de Barbara Gordon / Batgirl en l'aclamada The Killing Joke (1988) d' Alan Moore." Assenyala que la interpretació del personatge de Kesel va emfatitzar la seva intel·ligència, habilitat tecnològica i capacitat per superar la por. Al comentar l'evolució eventual de Barbara Gordon cap a Oracle, afirma que "els lectors i individus de la indústria creuen que Barbara Gordon es va convertir en un personatge" millor "després de la seva paralització, però poca gent comenta aspectes específics de l'esdeveniment que li va permetre convertir-se en aquest personatge "millor". "
A Superheroes and Superegos: Analyzing the Minds Behind the Masks (2010), l'autora Sharon Packer va escriure que "[a] un gent que sent que les crítiques feministes van reaccionar a l'accident de [Gordon] se li aconsella que consulti el material font", anomenant l'obra "sadista. al nucli." Brian Cronin va assenyalar que "[molts] lectors van sentir que la violència cap a Barbara Gordon era massa i fins i tot Moore, en retrospectiva, ha expressat el seu descontent per la forma en què va acabar la història." Jeffrey A. Brown, autor de Dangerous Curves: Action Heroines, Gender, Fetishism, and Popular Culture (2011) va assenyalar The Killing Joke com a exemple de la "misogínia inherent a la indústria del còmic dominada per homes" a la vista de la "violència relativament desigual [personatges femenins] a què està sotmesa" Si bé els personatges masculins poden resultar ferits crítics o assassinats, és més que probable que es retornin a la seva concepció original, mentre que els personatges femenins tenen més probabilitats de rebre danys permanents. Reid afirma que tot i que les especulacions darrere de la decisió editorial de permetre que la paràlisi del personatge es tornés permanent incloïa la idea que havia quedat obsoleta, "si el públic s'ha cansat de Batgirl, no va ser perquè era un personatge dolent, sinó perquè s'havia escrit malament "."
Malgrat els punts de vista que presenten la persona de Batgirl del personatge com a símbol de l'empoderament femení, una crítica de llarga durada és que originalment va ser concebuda com una variació no inspirada de Batman "en lloc de mantenir-se sola com a líder, com Wonder Woman", que no tenia cap pre-homòleg existent. En l'anàlisi dels estereotips de gènere, Jackie Marsh va assenyalar que els superherois masculins (com Batman) es representen hiper-masculins i antisocials, "mentre que els superherois femenins es redueixen a un estatus infantil amb els seus noms" com el personatge Batgirl. El professor James B. South, president del Departament de Filosofia de la Universitat Marquette, va afirmar que el desenvolupament del personatge de Barbara Gordon com Oracle li va donar una sensació d'independència que no podia assolir com a Batgirl. Durant el seu exercici com a protegida de Batman, "sembla desenvolupar el seu propi estil de lluita com a Batgirl, [però] encara segueix els passos de Batman". Després de The killing joke, la seva recreació com Oracle i el llançament de Birds of Prey, "veiem a Barbara Gordon com a líder d'equip i la seva transformació d'una noia en una dona".

### Representació per a biblioteques i ciències de la informació
A The Image and Role of the Librarian (2002), Wendi Arant i Candace R. Benefiel argumenten que el seu retrat com a bibliotecària es considera significatiu per a la professió, ja que es representa com una carrera valuosa i honorable. Fins i tot a la llum del fet que el personatge l'abandona per presentar-se al Congrés dels Estats Units, a Barbara Gordon se'l va donar un “canvi de carrera que fins i tot la majoria dels bibliotecaris consideraran un pas més intens”. A l'assaig "Librarians, Professionalism and Image: Stereotype i Reality" (2007), Abigail Luthmann veu el personatge menys favorablement, afirmant que "el paper desassumidor de bibliotecari s'utilitza com a disfressa de baixa visibilitat per la seva lluita contra el crim. alter-ego, i si bé les seves habilitats de localització d'informació poden ser útils per a les seves activitats extraescolars, no se'n donen exemples directes." A diferència de la seva encarnació anterior com Batgirl, "Oracle, Barbara Gordon és, probablement, el primer autèntic bibliotecari com a superheroi encara vist en un còmic principal (en contraposició a un superheroi que passa a ser" bibliotecari en la seva vida privada). " Wendi Arant i Candace R. Benefiel assenyalen que Oracle exerceix la seva influència sobre l'Univers DC principalment des de casa, aprofitant al màxim les habilitats de ciències de la informació que va aprendre en el seu doctorat" En la seva nova persona," l'Oracle, que té un desafiament físic, però excel·lentment recurs, ocupa un lloc únic en els anals del superheroi domèstic, la "deessa de la informació" com a tap de crim ." Utilitzant Barbara Gordon en el seu paper d'Oracle, l'autor Sean Wise afirma el seu personatge com a model per a xarxes de negoci. A How to Be a Business Superhero: Prepare for Everything, Train with the Best, Make Your Own Destiny at Work (2008) afirma que "[o] la darrera dècada, Oracle ha demostrat el poder d'una xarxa de contactes forta i, al fer-ho, mostra Superherois empresarials la importància de conrear contactes i desenvolupar actius que puguin assolir els seus objectius col·lectius."
Amb els anys, l'American Library Association i DC Comics han col·laborat en múltiples projectes per fomentar l'alfabetització. Aquests esforços involucren freqüentment Barbara Gordon. El 2004, l'artista Gene Ha va crear un pòster i un marcador que representava a Barbara Gordon caminant per una biblioteca. El seu vestit de Batgirl apareix en el reflex d'una finestra. La etiqueta "Els bibliotecaris són herois cada dia!" apareix a la part inferior del pòster i del marcador. El 2009, un pòster va aparèixer a Barbara Gordon com Oracle al costat de Batman, Nightwing, Robin, la versió de Cassandra Cain de Batgirl i Huntress. El 2015, ALA i DC Comics van col·laborar en un nou conjunt de pòsters i punts en la campanya "LLEGIR" de l'ALA. Per ella mateixa, Barbara Gordon apareix a la disfressa de "Batgirl de Burnside", tal com va ser Babs Tarr. En un altre disseny, apareix com l'Oracle al costat d'altres membres de la família de ratpenats.

### Representació per a discapacitats
Després de la reinvenció del personatge com a agent d'informació Oracle, ha estat considerada com un símbol d'apoderament per a persones amb discapacitat. A Unleashing the Superhero in Us All (2008), l'autor T. James Musler assenyala que "o bé en algun moment, qualsevol handicap es considerava infranquejable" citant com a exemple a Franklin D. Roosevelt, que mai va ser fotografiat en una cadira de rodes per evitar-ho. una percepció de debilitat. En referència a Barbara Gordon, afirma que "no és més que deixar de combatre el crim, Barbara combina el seu intel·lectual i habilitats informàtiques per ajudar la comunitat de superherois mitjançant la recollida i la informació." El seu personatge significa així que "[ja no és més que un handicap desbordant, una persona pot viure una bona vida forta o no". A The Superhero Book: The Ultimate Encyclopedia Of Comic-Book Icons i Hollywood Heroes (2004), l'autora Gina Renée Misiroglu observa que, mentre que els personatges amb discapacitat dels còmics se solen utilitzar com a trucs, o –com amb Charles Xavier i Daredevil– s'introdueixen amb una condició preexistent com a part del seu mite d'origen, "[a] s Oracle ... Gordon és alt com el superheroi amb discapacitat més apoderador. Els lectors van presenciar la seva tragèdia i la van veure pujar per sobre d'ella." Capítol de James B. South "Barbara Gordon i el perfeccionisme moral"analitza com els canvis en la seva vida "de bibliotecària a Batgirl a Oracle" la condueixen a perseguir un jo superior, il·lustrant la teoria filosòfica del perfeccionisme moral.

## En altres mitjans

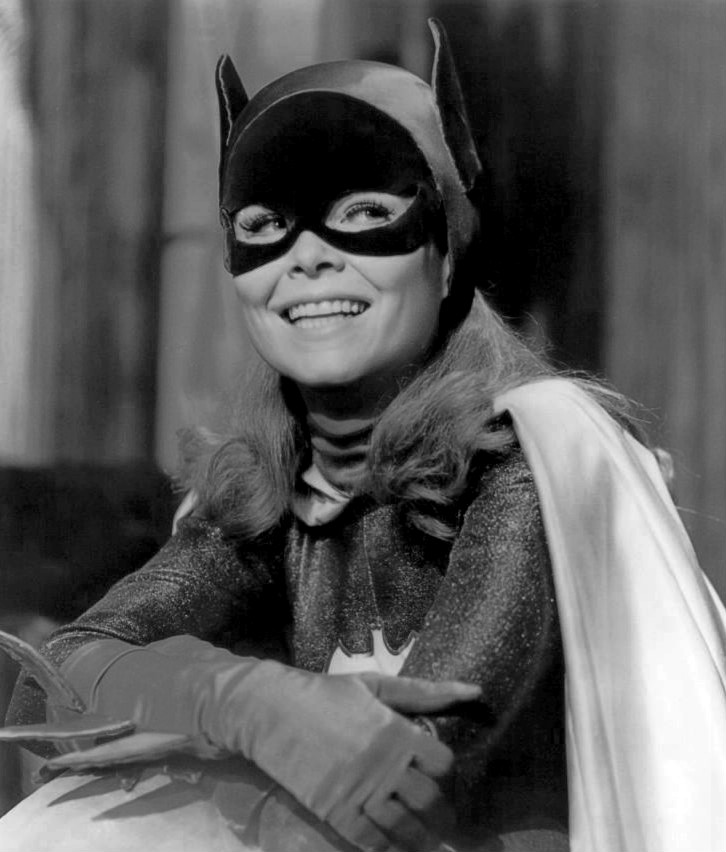
Yvonne Craig com a Batgirl

Després que el personatge es va introduir a Detective Comics # 359 el gener de 1967, a petició dels productors de la sèrie de televisió Batman de la dècada de 1960, va ser introduïda a la sèrie de televisió - retratada per Yvonne Craig - en la primera temporada de l'estrena " Enter Batgirl, Exit" Penguin ", el setembre d'aquest mateix any.
Les Daniels, a Batman: The Complete History (2004), van escriure que l'objectiu de l'ABC era "atreure nous membres de l'audiència, especialment noies joves idealistes i homes grans amb menys mentalitat". Segons Craig: "Solia pensar que la raó per la qual em van contractar era perquè sabien que podia conduir la meva pròpia moto ... Em vaig adonar que em contractaven perquè tenia una veu de dibuixos animats". Una crítica compartida de Batgirl i d'altres superherois femenines retratades posteriorment a la televisió (com Wonder Woman i la Bionic Woman), és que no se li va permetre participar en un combat cos a cos a la pantalla. Com a tal, "les seves lluites van ser coreografiades amb cura per imitar els moviments d'un showgirl de Broadway mitjançant l'ús d'una puntada directa a la cara del seu oponent en lloc del tipus de puntada que un artista marcial utilitzaria." Tot i això, Craig també ha afirmat: "Conec dones joves que diuen que Batgirl era el seu model de rol.... Diuen que és perquè era la primera vegada que sentien que les nenes podien fer les mateixes coses que podien fer els nois i, de vegades, millor. Crec que és bonic. Durant els primers anys 70, Craig va retratar Batgirl una vegada més en un anunci del servei públic per advocar per la igualtat del sou de les dones. Des de Batman, el personatge ha tingut una llarga història d'aparicions a la televisió i altres mitjans de comunicació.Com a Batgirl, Barbara Gordon té un paper principal en una sèrie de sèries animades, doblada per Jane Webb a The Batman/Superman Hour (1968), Melendy Britt a The New Adventures of Batman (1977), Melissa Gilbert a Batman: The Animated Series (1992), Tara Strong a The New Batman Adventures (1997) i Beware the Batman (2013), Danielle Judovits a The Batman (2004), Mae Whitman a Batman: The Brave i the Bold (2008) i Alyson Stoner in Young Justice (2011). La sèrie The Batman també va mostrar la primera adaptació animada del personatge com Oracle, expressada per Kellie Martin a l'episodi "Artifacts" (2007). També apareix en DC Super Hero Girls, expressada per Mae Whitman a la primera temporada com Barbara Gordon i la segona temporada com a Batgirl. Altres variacions del personatge que s'han adaptat a altres mitjans de comunicació inclouen una anciana Barbara Gordon, doblada per Stockard Channing i Angie Harmon a Batman Beyond del 1999, que després de retirar-se com a Batgirl, es va convertir en comissari del departament de policia de Gotham City.
Dina Meyer va protagonitzar Barbara Gordon a la sèrie de televisió Birds of Prey (2002). Es va convertir en la primera adaptació per mostrar la progressió del personatge des de Batgirl cap a Oracle, que va incloure la seva paràlisi a mans del Joker. Meyer va comentar la complexa història del seu personatge afirmant: "És multidimensional. Era un ex-superheroi. Va ser molt activa físicament durant anys, lluitant al costat de Batman. El lamentable incident amb el Joker va treure l'ús de les cames ... però no abandonar i llençar la tovallola, com hauria pogut fer amb tanta facilitat, va anar a estudiar escrima (un art marcial), es va enfortir en el seu estat mental i, mentre ajudava el seu pare un cas un dia, va adonar-se que tenia un avantatge per resoldre misteris. De sobte es va convertir en aquest geni informàtic. " En general, la sèrie va rebre crítiques per la seva èmfasi en l'estètica sobre la trama. Va emetre una temporada abans de rebre la cancel·lació. A la quarta temporada de la sèrie de televisió Arrow, després que Felicity Smoak patís una lesió paralitzant similar, Oliver Queen li dona el nom en clau Overwatch mentre comentava que "Oracle" estava pres. Tot i que en els còmics Barbara Gordon mai va ser membre dels Teen Titans, es va presentar a la sèrie Titans en acció en directe, quan originalment es va proposar per a TNT. Aquesta versió del personatge havia de ser un expert en informàtica lligada a cadires de rodes, però encara no es coneixia com Oracle. Aquesta sèrie es va tornar a desenvolupar per DC Univers sense el personatge.
A més de la televisió i l'animació en directe, el personatge ha aparegut en diversos videojocs inclosos en la franquícia de Batman. Apareix a The Adventures of Batman & Robin, Batman: Vengeance, Batman: Rise of Sin Tzu i Batman: The Killing Joke, doblada per Tara Strong. També és a Batman: Dark Tomorrow per primera vegada com a Oracle. També apareix a LEGO Batman per the PC, PlayStation 2, PlayStation 3, Xbox 360, Wii, DS, i PlayStation Portable. Té un paper fonamental com Oracle en Batman: Arkham Asylum per a PC, PlayStation 3, i Xbox 360, que serveix de guia de Batman a través d'Arkham, i és doblada per Kimberly Brooks. També apareix com a guia de ràdio al costat d'Alfred Pennyworth, en tant que guies de Batman en la seqüela, Batman: Arkham City. Una adolescent Bàrbara també apareix a la preqüela Batman: Arkham Origins, amb veu de Kelsey Lansdowne. A la pel·lícula d'acció en directe de 2008, The Dark Knight, es mostra una jove Barbara Gordon. Se li acredita "filla de Gordon", mentre que el nom de "Barbara Gordon" està reservat a l'esposa del comissari Gordon. També actua com a contacte principal per a personatges herois com Oracle a DC Universe Online, doblada per Katherine Catmull per a PC i PlayStation 3. Ajuda el jugador a través del tutorial i oferirà comentaris i consells durant tot el joc, incloent una visita guiada a la JLA Watchtower. És un personatge jugable de Injustice: Gods Among Us, i Kimberly Brooks reprèn el seu paper. Bàrbara ha tornat a Batman: Arkham Knight, on és doblad per Ashley Greene. A més, Barbara també apareix com un personatge jugable com a part del forfet de temporada.
Barbara Gordon apareix a la pel·lícula d'animació del 2017 The Lego Batman Movie, doblada per Rosario Dawson. És presentada per la presa del seu pare Jim Gordon per convertir-se en el nou comissari de policia de Gotham. Això permet continuar amb un 'comissari Gordon' i donar un paper més destacat al personatge. Posteriorment es va enganyar a Batman i es va unir a Batman com a Batgirl, a més de la seva funció de comissari. Al març del 2017, es va anunciar que Joss Whedon estava en converses per escriure, dirigir i produir una pel·lícula de Batgirl com a part de DC Extended Universe. La pel·lícula es centrarà en Barbara Gordon, amb els còmics de The New 52 de Gail Simone servirien de "punt de partida" per a la pel·lícula. Whedon havia de començar la producció a la pel·lícula el 2018,però va abandonar el febrer de 2018. A l'abril de 2018, després d'impressionar l'estudi amb el seu treball a la propera pel·lícula Birds of Prey, Christina Hodson va ser contractada. com a guionista per a Batgirl. L'estudi està buscant activament una directora femenina.
A la darrera temporada de Gotham, Barbara Lee Gordon és mostrada com la nena de Jim Gordon i la seva ex-núvia Barbara Kean, nomenada per aquest últim, tant per ella mateixa com per la dona de Jim, la doctora Lee Thompkins. Els seus pares comparteixen la seva custòdia.

## Col·leccions
- Showcase Presents: Batgirl Vol. 1 ISBN 1-4012-1367-7; collects early Batgirl appearances (1967–1975) (Release date 2007) Softcover
- Batgirl: The Greatest Stories Ever Told ISBN 978-1-4012-2924-5; collects various stories from Detective Comics, Batman Family, Legends of the DC Universe, i The Batman Chronicles. (Release date 2010) Softcover
- Batgirl: Year One (2003) ISBN 1-4012-0080-X; collects all nine issues of the Batgirl: Year One mini-series
- Batgirl: The Darkest Reflection; collects issues 1-6 of her ongoing Batgirl series. (Release date June 2012) Hardcover
- Batgirl: Knightfall Descends; collects issues 7-13, i 0 of her ongoing Batgirl series. (Release date Feb. 2013) Hardcover
- Batman: The Cat i the Bat ISBN 978-1-4012-2496-7; collects an early Batgirl/Catwoman story from Batman Confidential 17-21. (Release date 2009) Softcover
- Batman: Batgirl (1997) ISBN 978-1-56389-305-6; one-shot special
- Batman: The Killing Joke (1988) ISBN 0-930289-45-5
- Batman: Thrillkiller ISBN 1-56389-424-6; collects Thrillkiller: Batgirl & Robin i the Thrillkiller '62 special (1998)
- Elseworld's Finest: Supergirl & Batgirl (1998)
- Birds of Prey (1999) ISBN 1-56389-484-X
- Birds of Prey: Old Friends, New Enemies (2003) ISBN 1-56389-939-6
- Birds of Prey: Of Like Minds (2004) ISBN 1-4012-0192-X
- Birds of Prey: Sensei & Student (2005) ISBN 1-4012-0434-1
- Birds of Prey: Between Dark & Dawn (2006) ISBN 1-4012-0940-8
- Birds of Prey: The Battle Within (2006) ISBN 978-1-4012-1096-0
- Birds of Prey: Perfect Pitch (2007) ISBN 1-4012-1191-7
- Birds of Prey: Blood i Circuits (2007) ISBN 978-1-4012-1371-8
- Birds of Prey: Trouble in Mind; collects issues 1-7 of the ongoing Birds of Prey series, featuring Barbara Gordon as Batgirl (2012) Softcover
- Oracle: The Cure (2010) ISBN 978-1-4012-2603-9
- Batgirl: Death of the Family; collects issues 14-19 of her ongoing Batgirl series, as well as Batgirl Annual #1, Batman #17, i a story from Young Romance #1 (Release date October 2013) Hardcover
- Birds of Prey: Your Kiss Might Kill; collects issues 8-13 of the ongoing Birds of Prey series, featuring Barbara Gordon as Batgirl (2013) Softcover
- Batgirl: Wanted; Collects issues 20-26 of her ongoing Batgirl series as well as Batman: The Dark Knight #23.1 - Ventriloquist. (2014) Hardcover
- Batgirl: Deadline; Collects issues 27-34 of her ongoing Batgirl series in addition to Batgirl Annual #2 i Batgirl: Future's End #1. (2015) Hardcover
- Batgirl: The Batgirl of Burnside; Collects issues 35-40 of her ongoing Batgirl series with a story from Secret Origins #10 included as well. (June 2015) Hardcover
- Birds of Prey: A Clash of Daggers; collects issues 14-17 of the ongoing Birds of Prey series, along with Batgirl Annual #1, featuring Barbara Gordon as Batgirl (December 2013) Softcover